# St. Stephan (Konstanz)

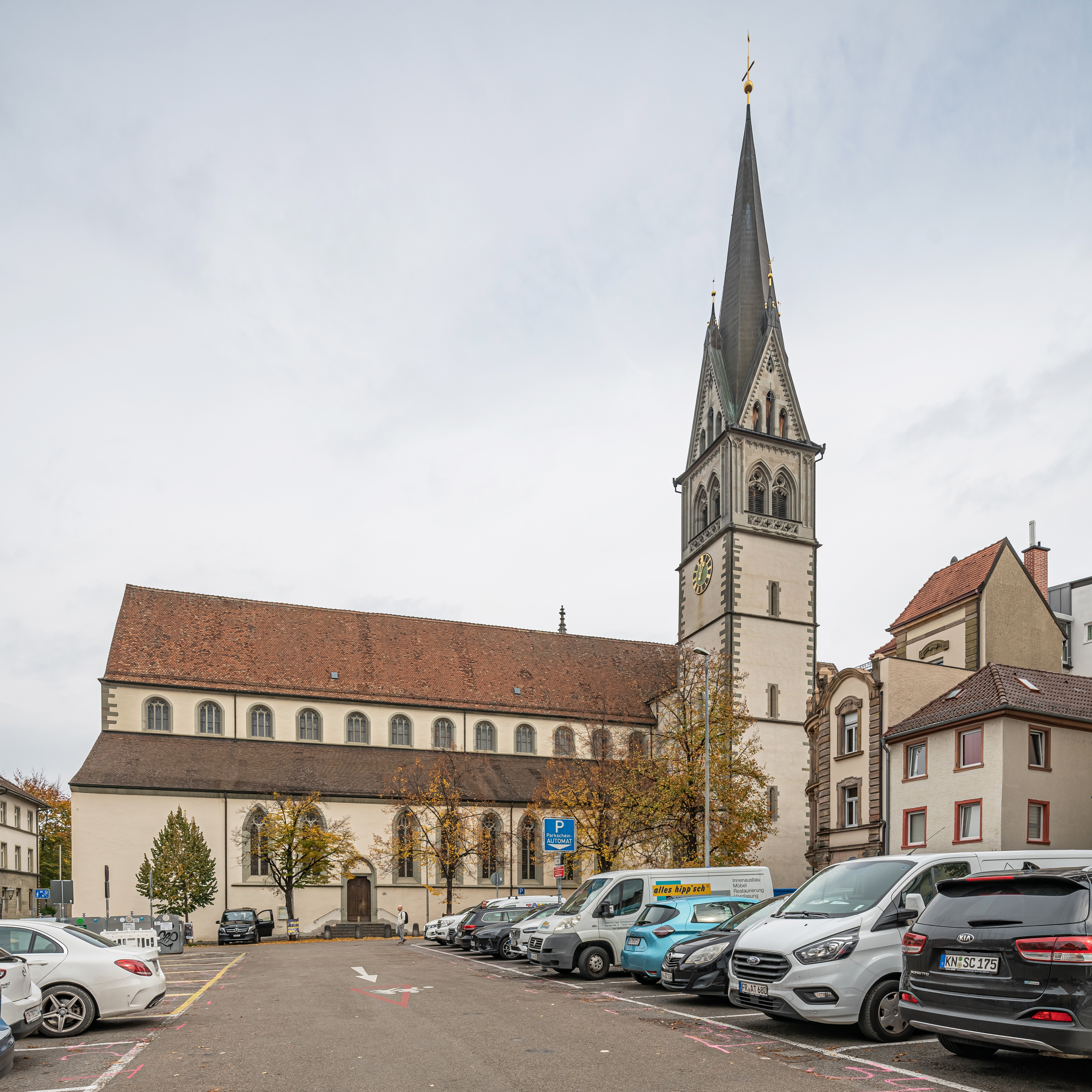
St. Stephan von Südwesten

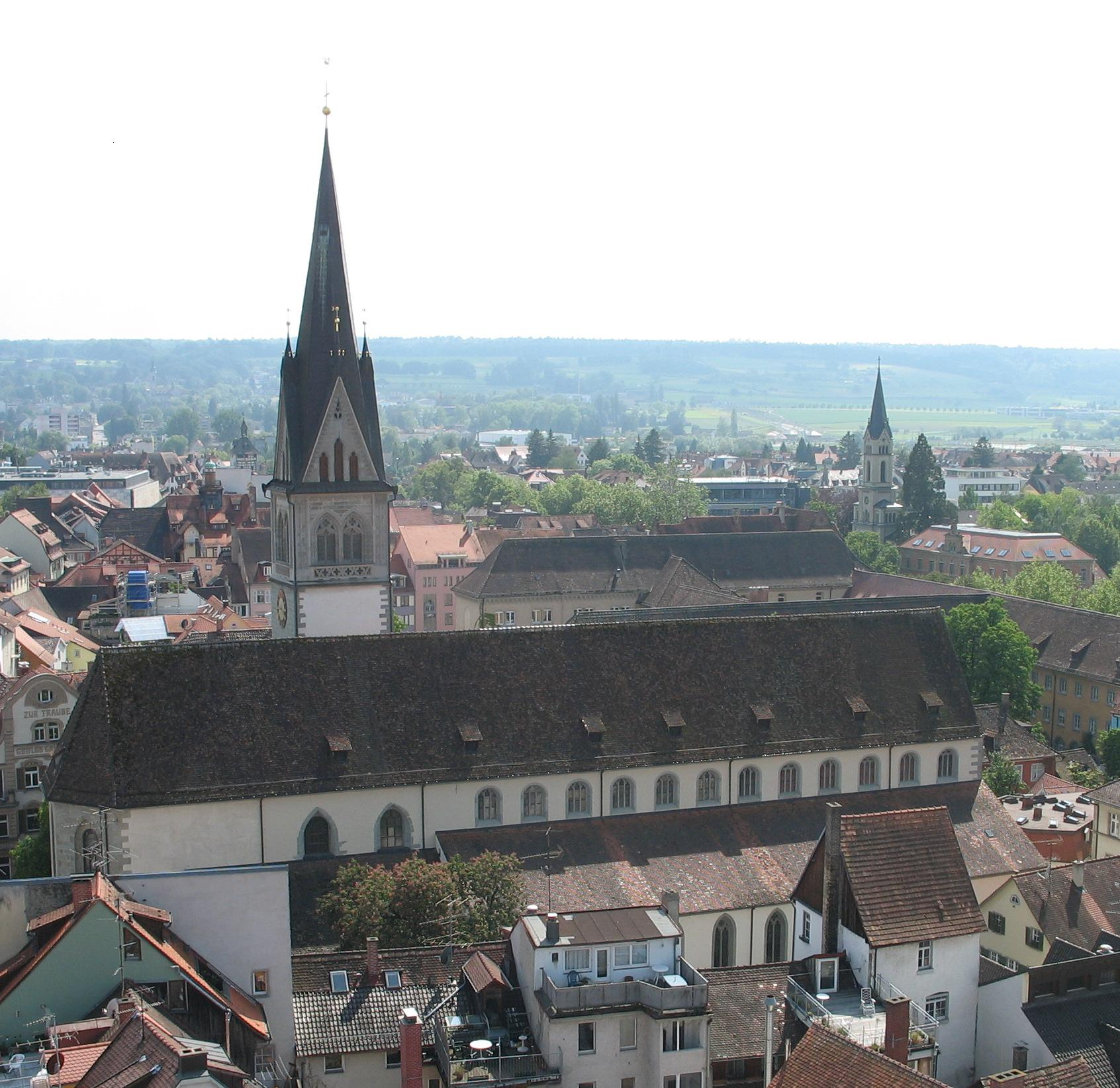
St. Stephan vom Münsterturm

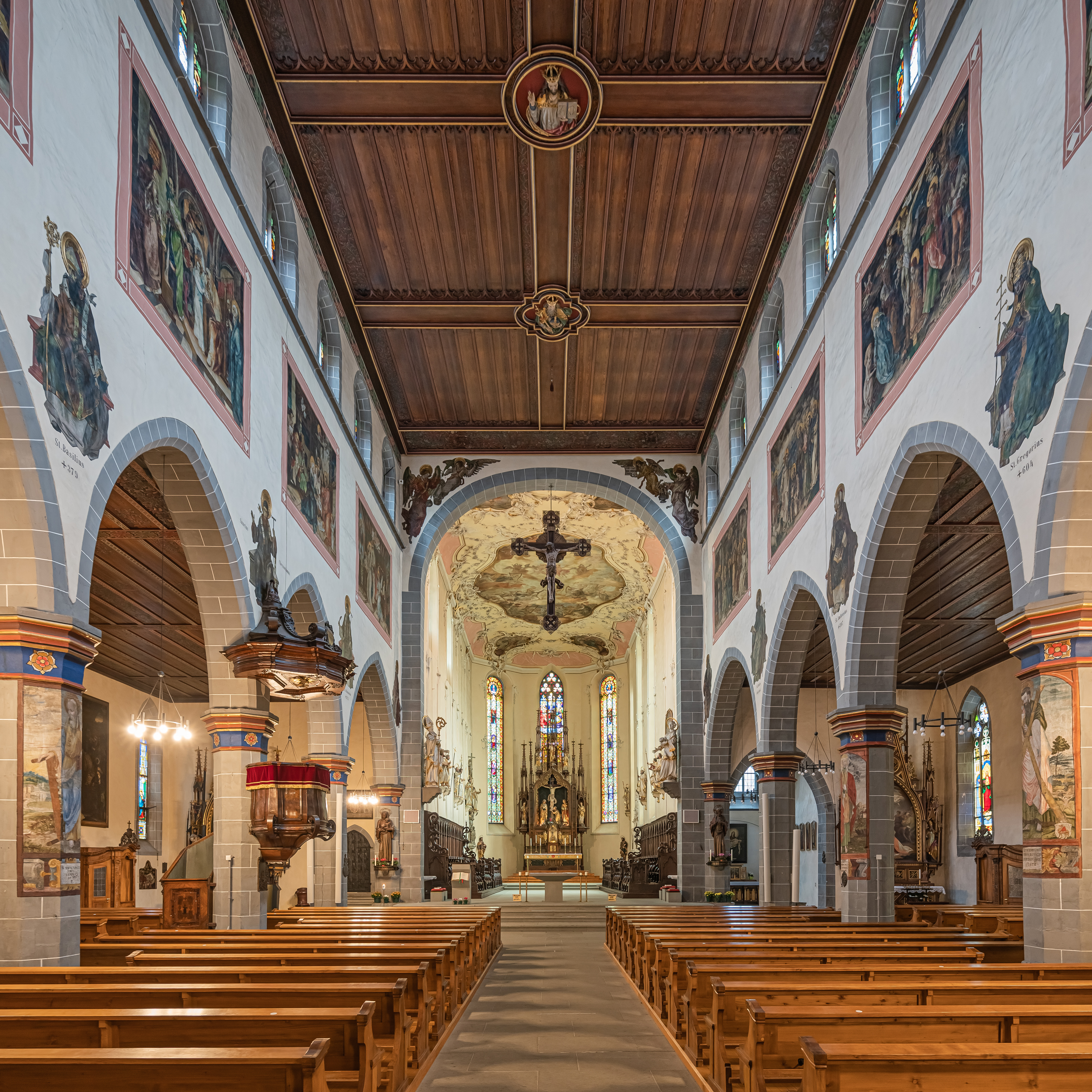
Inneres

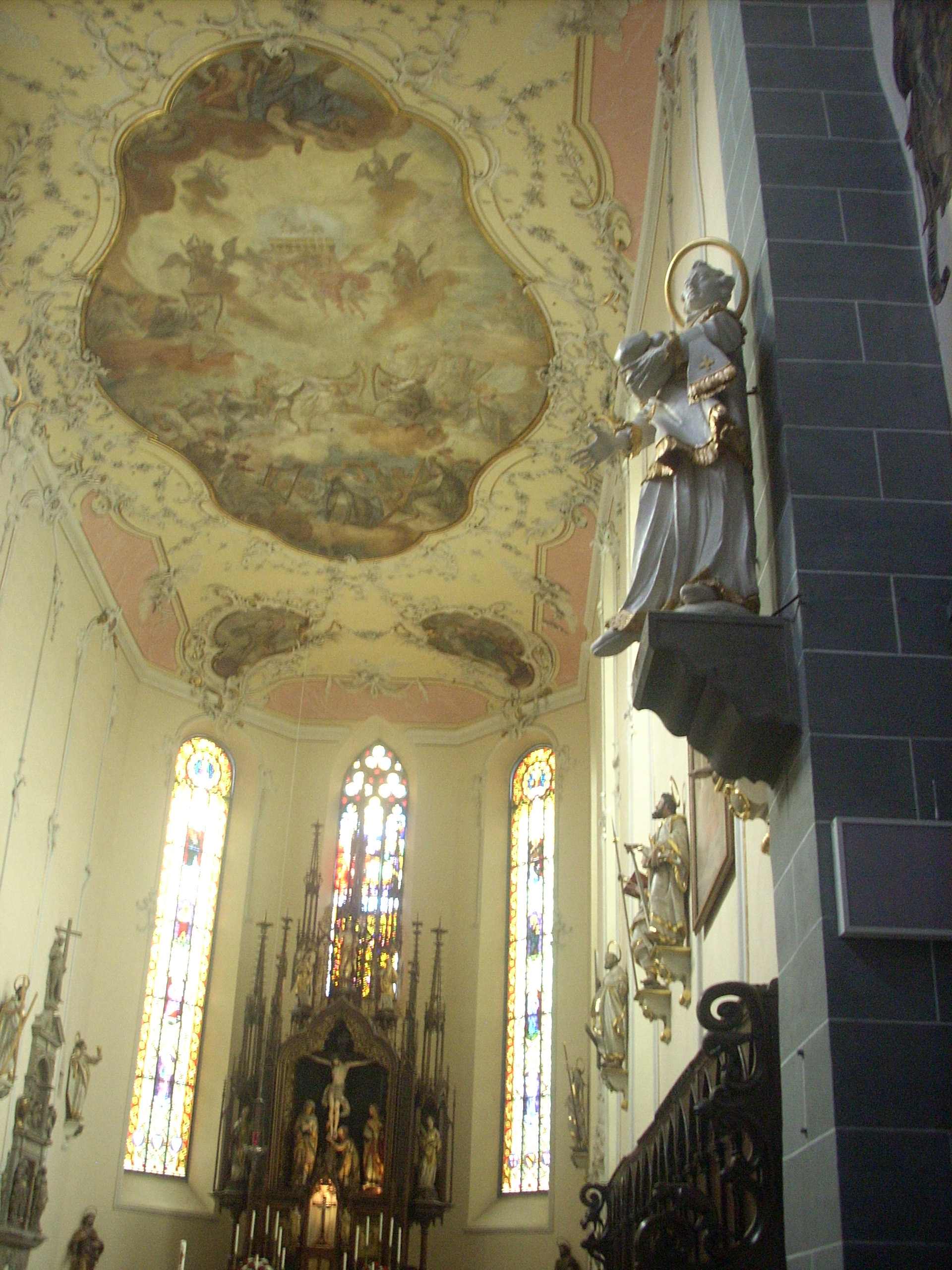
Barockskulpturen und Deckengemälde im Chor

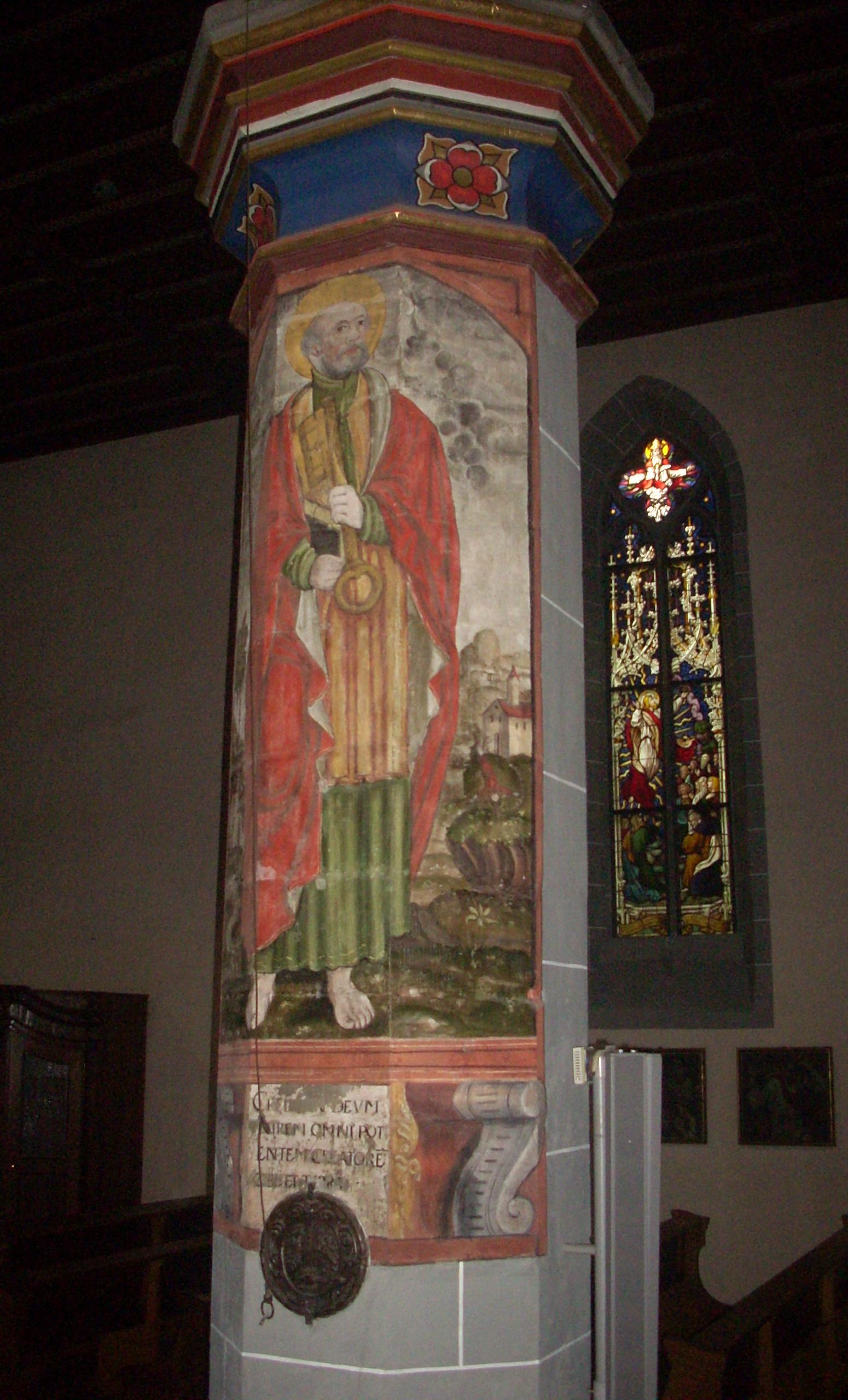
Langhauspfeiler, Apostel Petrus, 16. Jahrhundert

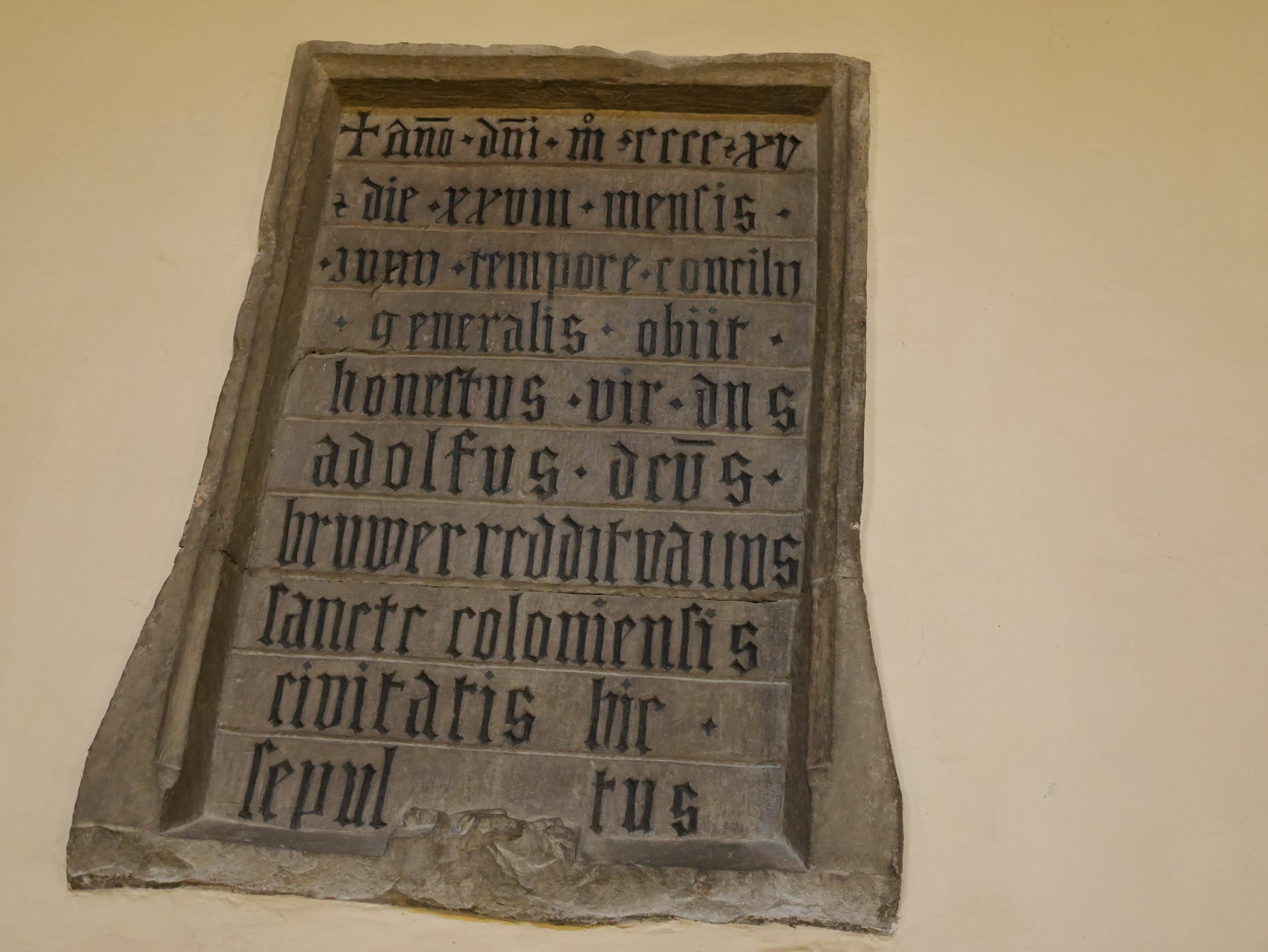
Nordwand mit Epitaph des während des Konzils (1414–1418) verstorbenen Kölner Stadtkämmerers Adolf Dominicus Bruwer. Der lateinische Text der Inschrift in hochgotischer Fraktur auf weißem Rorschacher Sandstein erinnert an den Verstorbenen: Im Jahr des Herrn 1415 am 28. Juni zur Zeit des allgemeinen Konzils verstarb der ehrbare Mann, Herr Adolf Dominikus Bruwer, Kämmerer der heiligen Stadt Köln, und wurde hier beerdigt.

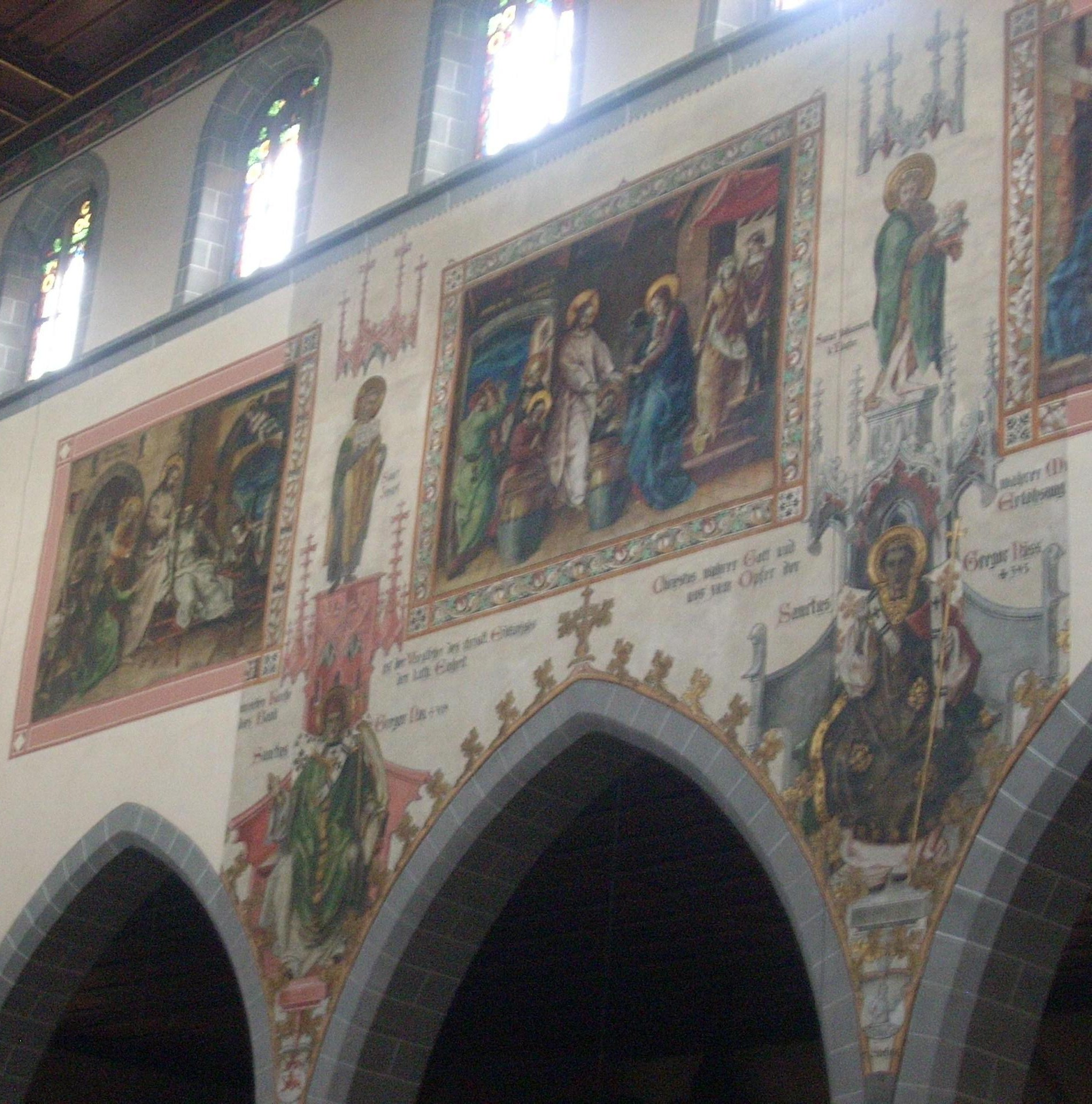
Obergadenwand, Evangelienbilder und Heilige, Anfang 20. Jahrhundert

St. Stephan, auch Stephanskirche, ist eine ehemalige Stifts- und Pfarrkirche in der Altstadt von Konstanz. Sie ist eine dreischiffige Basilika mit seitlichem Turm neben dem Übergang vom Schiff zum Chor. Die Stephanskirche gilt als älteste Kirchengründung in Konstanz. Sie gehört heute zur katholischen Seelsorgeeinheit Konstanz-Altstadt.

## Geschichte und Architektur

### Römerzeit
Die Ursprünge von St. Stephan reichen in die späte Römerzeit zurück. Der Platz liegt südlich außerhalb des ersten Siedlungs- und späteren Dombezirks. Vermutet wird als frühester Bau entweder eine profane Markt- und Gerichtshalle oder eine Friedhofskirche. Das Gotteshaus mit dem Patrozinium des hl. Stephanus war bei der Gründung des Bistums Konstanz Ende des 6. Jahrhunderts bereits vorhanden. Es könnte sich um einen Holzbau gehandelt haben.

### Frühmittelalter
Die älteste urkundliche Erwähnung der Stephanskirche stammt aus dem Jahr 680 (Gallus-Vita). Seit etwa 900 war an St. Stephan eine regulierte Klerikergemeinschaft angesiedelt (Kollegiatstift). Die vorromanische Kirche wurde beim Ungarneinfall 926 beschädigt oder zerstört und wahrscheinlich unter Bischof Noting wiederhergestellt. Zu dieser Zeit bestand bei der noch immer außerhalb der ummauerten Stadt gelegenen Kirche bereits ein Markt.

### Hochmittelalter (Romanik)
Seit dem 11. Jahrhundert wuchs die Markt- und Handwerkersiedlung um St. Stephan stark an und wurde in die Stadt eingegliedert. Die Stiftskirche war jetzt zugleich Pfarrkirche der größten Konstanzer Pfarrei.  Dem trug um 1130 die Umwandlung der alten Kirche in eine romanische Basilika Rechnung. Diese hatte ihr Portal an der Hauptstraße auf der Ostseite; der quadratische Chor mit dem Hauptaltar lag im Westen. Das Mittelschiff entsprach etwa der heutigen Größe; die Seitenschiffe waren halb so breit.

### Spätmittelalter (Gotik)
Ab dem 13. Jahrhundert war St. Stephan im Gegenüber zum bischöflichen Dombereich Bürger- und Marktkirche und damit Symbol des patrizischen Selbstbewusstseins. Die Stiftsherren stammten jetzt größtenteils aus den städtischen Bürgerfamilien, die hier auch ihre führenden Mitglieder bestatteten.
Während des Konstanzer Konzils (1414–1418) tagte in St. Stephan das Appellationsgericht, die Römische Rota.
Im Jahr 1428 wurden umfangreiche Erweiterungsarbeiten am Gebäude begonnen, die sich über ein Dreivierteljahrhundert hinzogen und dem Außenbau die heutige Gestalt gaben. Die Seitenschiffe wurden auf das Doppelte verbreitert. Das Langhaus wurde um drei Meter verlängert und die Kirche nunmehr geostet. Auf der Ostseite wurde ein polygonaler Chor angefügt. Die Obergadenfenster erhielten gotisches Maßwerk. 1483 wurde der Bau des im Süden angefügten Turms in Angriff genommen. Alle diese Arbeiten spiegeln jedoch chronische Mittelknappheit wider. Die Gotisierung wurde auf ein Mindestmaß beschränkt und in schlichten frühgotischen Formen gehalten.

### Reformationszeit
Die Reformation fand in Konstanz von Zürich her früh Eingang und verband sich in der Freien Reichsstadt mit der Opposition zum bischöflichen Einfluss. Seit 1527 war St. Stephan zwinglisch. Die Kanoniker wurden vertrieben. Die gesamte Ausstattung – Bilder und Statuen, liturgische Bücher und Gefäße – fiel dem Bildersturm zum Opfer. Ulrich Zwingli selbst predigte im Dezember 1529 in St. Stephan.
Nach der Niederlage des Schmalkaldischen Bundes 1548 wurde Konstanz unter habsburgischer Herrschaft rekatholisiert. Seit 1550 war St. Stephan wieder katholisch und die Stiftsherren kehrten zurück. Die gesunkene Bedeutung der Stadt und der Dreißigjährige Krieg verhinderten jedoch eine künstlerisch bedeutende Neuausstattung.

### Barock
Von Mitte des 17. bis Mitte des 18. Jahrhunderts wurden an St. Stephan nur die notwendigsten Erhaltungsarbeiten durchgeführt. Einen neuen Impuls gab 1763 die Schenkung von Nikolaus- und Stephanus-Reliquien durch das Kloster Weingarten; Nikolaus von Myra, Schutzheiliger der Kaufleute, galt etwa seit dem 15. Jahrhundert als Nebenpatron von St. Stephan. Ab 1770 wurde eine gründliche Instandsetzung der Kirche begonnen, die mit einer teilweisen Barockisierung einherging. Vor allem der Chor erhielt mit einer hellen Stuckdecke und einem farbigen Deckengemälde von Franz Ludwig Herrmann eine völlig neue Raumwirkung.

### 19. und 20. Jahrhundert
Im Jahr 1807 wurde das Stephansstift aufgehoben. Die Kirche blieb katholische Pfarrkirche. Die baulichen Veränderungen waren seither gering und dienten vor allem der Sicherung. Das 19. Jahrhundert ergänzte die Innenausstattung im Geist der Neugotik. Anfang des 20. Jahrhunderts wurde eine neue Decke aus Lärchenholz eingezogen, die mit Holzreliefs des Freiburger Bildhauers Joseph Dettlinger verziert wurde.

## Ausstattung
Die vorreformatorische Ausstattung von St. Stephan ging größtenteils in den Reformationswirren verloren. Die heutige Ausstattung wurde nur zum Teil für St. Stephan geschaffen. Viele Stücke stammen anderswoher.
Aus dem frühen 15. Jahrhundert (teilweise aus dem Münster) stammt das Chorgestühl sowie acht darüber angebrachte Ölgemälde von Heiligen. Die Buntglasfenster mit Heiligendarstellungen, die seit 1863 flankierend zum historistischen Mittelfenster im Chor eingefügt sind, schuf wahrscheinlich Claus Nithard um die Mitte des 15. Jahrhunderts.
Unter den Beiträgen des 16. Jahrhunderts ragt das Sakramentshäuschen heraus, das Hans Morinck 1594 schuf. Mit seinem reichen und lebhaften Figurenprogramm gehört es zu den bedeutenden Beispielen seiner Art. Vom selben Bildhauer stammen mehrere Epitaphe im Chor. Wenig älter ist der Zyklus von Apostelbildern mit Credotexten an den Langhauspfeilern, der bei der jüngsten Restaurierung freigelegt wurde.
Von der barocken Ausstattung sind erhalten
- Johannes-Nepomuk-Figur außen am Chorschluss (1710)
- Stephanus-Figur darüber (um 1770)
- im Inneren links und rechts am Chorbogen Nikolaus und Stephanus (um 1770)
- zwölf Apostelfiguren an den Chorwänden (18. Jahrhundert)
- Teile des Orgelprospekts
- Kanzel (1773)

Hauptzeuge des Historismus ist der neugotische Hochaltar von 1863, der in vollplastischer Darstellung im Mittelschrein die Kreuzigung Christi mit Maria und Johannes sowie der knienden Maria Magdalena, in den Außenschreinen die Kirchenpatrone Stephanus und Nikolaus zeigt. Das mittlere Chorfenster mit Darstellung der hl. Dreifaltigkeit entstand 1862 (Eggert, München).
Zwischen 1910 und 1917 schmückten Carl Philipp Schilling und sein Neffe Franz Schilling die Obergadenwände mit zwölf rechteckigen Erzählbildern, die Szenen aus dem Evangelium darstellen, sowie in den Zwischenräumen und Zwickeln mit Darstellungen bedeutender Heiliger und Kirchenlehrer. Diese Ausmalung ist nur teilweise, vor allem an der Nordwand, erhalten.

## Orgel

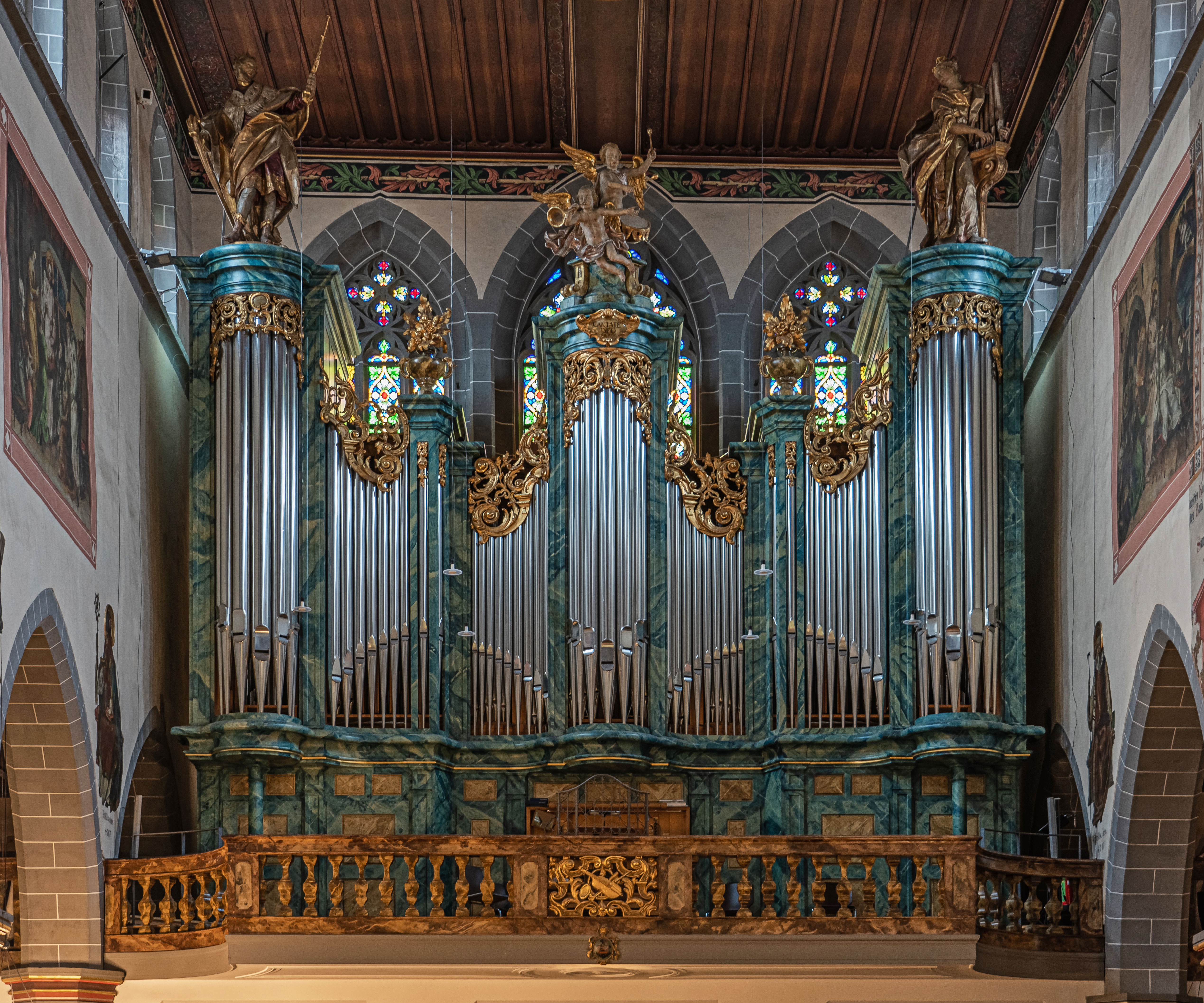
Orgel

Die Orgel wurde 1997 von der Orgelbaufirma Georges Heintz (Schiltach) in dem bereits vorhandenen Orgelprospekt erbaut. Hinter dem Mittelteil des Prospekts befinden sich das Hauptwerk sowie das Positivwerk, über dem Hauptwerk ist das Oberwerk untergebracht, das die Funktion eines Rückpositivs übernimmt. Rechts und links vom Hauptwerk befinden sich die Register des Schwellwerks und in den äußeren Gehäuseteilen sowie an der Rückwand die Pedalregister. Das Instrument hat 58 Register auf 4 Manualen und Pedal, wobei die Tiefe der Orgel 1,20 m beträgt.
| I Hauptwerk C–a3 |              |         |
| 01.              | Principal    | 16′     |
| 02.              | Principal    | 08′     |
| 03.              | Gamba        | 08′     |
| 04.              | Coppelflöte  | 08′     |
| 05.              | Octave       | 04′     |
| 06.              | Gemshorn     | 04′     |
| 07.              | Terz         | 03 1⁄5′ |
| 08.              | Quinte       | 02 ⁄3′  |
| 09.              | Superoctav   | 02′     |
| 10.              | Cornett V    |         |
| 11.              | Mixtur IV    | 02′     |
| 12.              | Cymbale IV 0 | 01′     |
| 13.              | Trompete     | 16′     |
| 14.              | Trompete     | 08′     |

| II Oberwerk C–a3 |             |        |
| 15.              | Bourdon     | 16′    |
| 16.              | Suavial     | 08′    |
| 17.              | Gedeckt     | 08′    |
| 18.              | Voce humana | 08′    |
| 19.              | Principal   | 04′    |
| 20.              | Rohrflöte   | 04′    |
| 21.              | Quinte      | 02 ⁄3′ |
| 22.              | Flageolett  | 02′    |
| 23.              | Sifflet     | 01′    |
| 24.              | Scharf IV   | 01 ⁄3′ |
| 25.              | Trompete    | 08′    |
| 26.              | Cromorne    | 08′    |
|                  | Tremulant   |        |

| III Schwellwerk C–a3 |                  |         |
| 27.                  | Bourdon          | 16′     |
| 28.                  | Montre           | 08′     |
| 29.                  | Salicional       | 08′     |
| 30.                  | Voix céleste     | 08′     |
| 31.                  | Flûte harmonique | 08′     |
| 32.                  | Principal        | 04′     |
| 33.                  | Flûte octaviante | 04′     |
| 34.                  | Fugara           | 04′     |
| 35.                  | Nazard harm.     | 02 ⁄3′  |
| 36.                  | Octavin          | 02′     |
| 37.                  | Tierce harm.     | 01 3⁄5′ |
| 38.                  | Plein jeu V      | 02′     |
| 39.                  | Basson           | 16′     |
| 40.                  | Trompette harm.  | 08′     |
| 41.                  | Basson-Hautbois  | 08′     |
| 42.                  | Clairon harm.    | 04′     |
|                      | Tremulant        |         |

| IV Positiv C–a3 |                 |       |
| 43.             | Bourdon         | 8′    |
| 44.             | Metallgedackt 0 | 4′    |
| 45.             | Waldflöte       | 2′    |
| 46.             | Sesquialter II  | 1 ⁄3′ |
| 47.             | Larigot         | 1 ⁄3′ |
| 48.             | Vox humana      | 8′    |
|                 | Tremulant       |       |

| Pedalwerk C–f1 |                 |     |
| 49.            | Grand Bourdon 0 | 32′ |
| 50.            | Principalbaß    | 16′ |
| 51.            | Subbaß          | 16′ |
| 52.            | Octavbaß        | 08′ |
| 53.            | Gemshorn        | 08′ |
| 54.            | Piffaro II      | 04′ |
| 55.            | Mixtur V        | 04′ |
| 56.            | Bombarde        | 16′ |
| 57.            | Trompete        | 08′ |
| 58.            | Clairon         | 04′ |

- Koppeln: II/I, III/I, III/II, I/P, II/P, III/P
- Spielhilfen:
  - 3 feste Kombinationen (Zug)
  - Schwelltritt

## Glocken
Im Turm befindet sich ein vierstimmiges Glockengeläut aus Bronze mit folgenden Daten:
| Glocke | Gießer                       | Gussjahr | Durchmesser | Gewicht      | Schlagton |
| ------ | ---------------------------- | -------- | ----------- | ------------ | --------- |
| 1      | L. Rosenlecher (I), Konstanz | 1665     | 1400 mm     | ca. 1800 kg0 | des′-2    |
| 2      | F. W. Schilling, Heidelberg  | 1955     | 1249 mm     | 1140 kg      | es′-2     |
| 3      | F. W. Schilling, Heidelberg  | 1955     | 1117 mm     | 0805 kg      | f′-4      |
| 4      | F. W. Schilling, Heidelberg  | 1955     | 0930 mm     | 0455 kg      | as′-2     |